# Cryptocoryne aponogetifolia
Cryptocoryne aponogetifolia là một loài thực vật có hoa trong họ Ráy (Araceae). Loài này được Merr. mô tả khoa học đầu tiên năm 1919.